# Alojz Sedej
Alojz Sedej, slovenski politik in uradnik, * 24. julij 1892, Robič, † 6. marec 1960, Širje. 

## Življenje in delo
Rodil se je očetu carinskem uradniku Ferdinandu in materi Mariji (roj. Berlot). Ljudsko šolo in gimnazijo je obiskoval v Gorici, kjer je leta 1912 tudi maturiral. Pravo je študiral v Gradcu in tam istočasno delal v odvetniški pisarni Dinka Puca. Študija ni končal, saj je bil na začetku 1. svetovne vojne vpoklican v avstrijsko vojsko ter poslan na rusko bojišče kjer je leta 1915 ujet. Nekaj naslednjih let je nato  preživel po taboriščih v Sibiriji. Leta 1918 se je poročil ter se nato po lastnih podatkih boril kot komandir oddelka v vrstah Rdeče armade. Po zmagi revolucije v državljanski vojni je delal v ukrajinskem komisariatu za zunanje zadeve. Leta 1923 se je z družino vrnil v Ljubljano ter se vključil v takrat že ilegalno Komunistično partijo Jugoslavije ter postal zelo aktiven funkcionar legalne Neodvisne delavske stranke Jugoslavije, ki mu je tudi priskrbela službo na ljubljanskem magistratu, kjer je s krajšimi prekinitvami ostal do upokojitve leta 1952. Sedej je prišel v vodstvo t. i. Proletarskih akcijskih čet, predvsem  pa se je izkazal kot navdušen govornik na različnih delavskih shodih. Enega takih govorov  je imel na prvomajski proslavi 1924 v Trbovljah, zaradi njegove revolucionarne vsebine ga je okrožno sodišče v Celju  avgusta 1924 obsodilo na 18 mesecev ječe. Po odsluženi kazni se je vključil v delo pri Socialistični stranki Jugoslavije in vodil volilno pisarno ob volitvah v Delavsko zbornico, kjer je postal tudi podpredsednik njenega upravnega odbora. Februarja 1934 je pri novoustanovljeni Socialistični stranki postal član njenega izvršilnega odbora. Ko so odstavili Franca Leskoška pa je v letih 1936−1938 predsedoval vodstvu socialističnih sindikatov-Strokovni komisiji. 